# Gordon Warnecke
Pour les articles homonymes, voir Warnecke.
Gordon Warnecke est un acteur britannique, né à Londres le 24 août 1962.
Il est connu principalement pour son rôle d'Omar dans le film-culte de Stephen Frears, My Beautiful Laundrette sorti en 1985, dans lequel il partage l'affiche avec Daniel Day-Lewis.
D'autres rôles ont émaillé sa carrière, mais aucun ne lui a permis d'atteindre l'audience internationale de My Beautiful Laundrette. On peut toutefois citer une apparition dans un film de Franco Zeffirelli, Toscanini en 1988, sur la vie du célèbre chef d'orchestre italien Arturo Toscanini et une apparition dans le film d'Hanif Kureishi London Kills Me en 1991.
Le reste de sa carrière consiste surtout en des apparitions sporadiques dans des programmes de télévision britannique (notamment dans les séries Doctor Who ou EastEnders) ou au théâtre, où il a tenu des rôles avec la Royal Shakespeare Company et le Royal Court Theatre.
À noter que l'on rencontre Gordon Warnecke dans le documentaire allemand T'as de beaux yeux, chéri d'André Schäfer, qui raconte 30 ans d'homosexualité au cinéma, et dans lequel Gordon intervient par rapport à son rôle d'Omar dans My Beautiful Laundrette.